# Firavitoba (kommun)
Firavitoba är en kommun i Colombia.   Den ligger i departementet Boyacá, i den centrala delen av landet, 160 km nordost om huvudstaden Bogotá. Antalet invånare är 6 316.